# Aufzugs- und Fahrtreppenkartell
Das so genannte Aufzugs- und Fahrtreppenkartell, auch „Lift-Kartell“ oder „Fahrstuhl- und Rolltreppenkartell“ genannt, legte zwischen 1995 und 2004 Preise fest, teilte Märkte auf, manipulierte Gebote für Beschaffungsaufträge und tauschte geschäftlich wichtige vertrauliche Informationen aus. Die ersten Anhaltspunkte gab es Ende 2003; daraufhin durchsuchten Fahnder der EU-Kommission im Januar 2004 die betroffenen Unternehmen.
Tatsache ist, dass das Kartell zumindest in Deutschland und den Benelux-Staaten funktionierte. Im Visier der Fahnder waren dort 17 Tochtergesellschaften des weltweit führenden Quartetts der Aufzugs- und Fahrtreppenkonzerne: ThyssenKrupp Elevator aus Deutschland, die zum US-amerikanischen Konzern United Technologies gehörende Otis, Schindler aus der Schweiz, Kone aus Finnland sowie ferner die Mitsubishi Elevator Europe, die nur am niederländischen Kartell mitwirkte.

## Geldbußen
Nach über dreijährigen Ermittlungen verhängte die Kommission im Februar 2007 die bis dahin höchste EU-Kartellstrafe mit einem Gesamtvolumen von 992,3 Millionen Euro, die sich wie folgt aufteilte:
- Thyssenkrupp Elevator: 479,67 Mio. Euro
- Otis: 224,93 Mio. Euro
- Schindler: 143,75 Mio. Euro
- Kone: 142,12 Mio. Euro
- Mitsubishi: 1,84 Mio. Euro

Die Geldbuße für Kone in Belgien und Luxemburg wurde komplett erlassen, weil die dortigen Landesgesellschaften mit den Ermittlern kooperierten, nicht jedoch in Deutschland und den Niederlanden. Den 50%igen Zuschlag für ThyssenKrupp begründet die Kommission damit, dass das Unternehmen bereits 1998 der Teilnahme an einem Edelstahl-Kartell überführt wurde und damit als Wiederholungstäter eingestuft wurde.

## Kartelldurchführung
Geschäftsführer, Vertriebsdirektoren und Kundendienstleiter trafen sich regelmäßig in Bars und Restaurants, unternahmen Reisen aufs Land oder ins Ausland und benutzten Prepaid-Handys, um ein Aufspüren ihrer Gespräche zu verhindern. Bei ihren Treffen legten sie fest, wer welchen (Neuanlagen-, Modernisierungs- oder Wartungs-) Auftrag zu welchem Preis erhalten sollte. Die anderen gaben unrealistisch hohe Angebote ab, um bei der Auftragsvergabe nie den Auftrag zu erhalten.
Das Kartell hat weitreichende wirtschaftliche Folgen, u. a. haben Wartungsverträge Laufzeiten von bis zu 50 Jahren. Um sich gegen illegale Verträge zu schützen, legte die EU-Kommission nahe, nationale Gerichte anzurufen. Wer sich auf den Beschluss der EU-Kommission berufe, könne vorteilhaftere Verträge aushandeln und zudem Schadenersatz verlangen.
Kunden, die bei ihrem Aufzug- oder Treppenlieferanten einen überhöhten Preis bezahlten, können den Lieferanten verklagen. Die Rechtslage gilt jedoch als komplex.
Eine Zusammenfassung der Entscheidung der EU-Kommission vom 21. Februar 2007 ist im Amtsblatt der Europäischen Union vom 26. März 2008 veröffentlicht. Demnach stellte die EU-Kommission für das Geschäftsgebiet Deutschland keine Preisabsprachen zu Wartungsverträgen fest. Wörtlich heißt es:
„Die Zuwiderhandlungen betrafen sowohl den Neueinbau als auch Dienstleistungen mit Ausnahme von Deutschland, wo davon auszugehen war, dass sie sich nur auf den Neueinbau erstreckten.“ und „… die Kartelle betrafen die gleichen Produkte und Dienstleistungen in jedem Mitgliedsstaat mit Ausnahme von Deutschland, wo nach Kenntnis der Kommission Dienstleistungen kein direkter Bestandteil der Kartellvereinbarungen waren, …“.

## Rechtsmittel
Alle europäischen Hersteller legten gegen die Entscheidung der Kommission Nichtigkeitsklagen vor dem Gericht der Europäischen Union (EuG) ein. Im Juli 2011 entschied die 8. Kammer des Gerichts über die verschiedenen Klagen, die jeweils unternehmensgruppenweit zusammengefasst wurden.
Die Klagen von Otis (Rechtssachen T-141/07, T-142/07, T-145/07 und T-146/07) und Kone (Rechtssache T-151/07) wurden mit Urteil vom 13. Juli 2011 abgewiesen. Die Klage von Schindler (Rechtssache T-138/07) wurde mit Urteil vom 13. Juli 2011 überwiegend abgewiesen. Lediglich die Klagen von ThyssenKrupp (Rechtssachen T‑144/07, T‑147/07, T‑148/07, T‑149/07, T‑150/07 und T‑154/07) hatten teilweise Erfolg: In Bezug auf die festgesetzten Bußgelder wurde entschieden, dass kein Fall eines Wiederholungstäters vorliegt und die Geldbußen somit nicht zu erhöhen waren, entsprechend wurden die Geldbußen reduziert. Die Klagen wurden im Übrigen abgewiesen. Die Geldbuße gegen ThyssenKrupp reduzierte sich somit auf 319,78 Mio. €.
Gegen die Urteile des EuG haben sowohl Schindler als auch ThyssenKrupp Rechtsmittel zum Europäischen Gerichtshof (EuGH) eingelegt, die im Dezember 2019 scheiterten. Die Sachentscheidung wurde an die österreichische Gerichtsbarkeit zurückverwiesen und ist nun beim OGH anhängig.